# 沃邦港

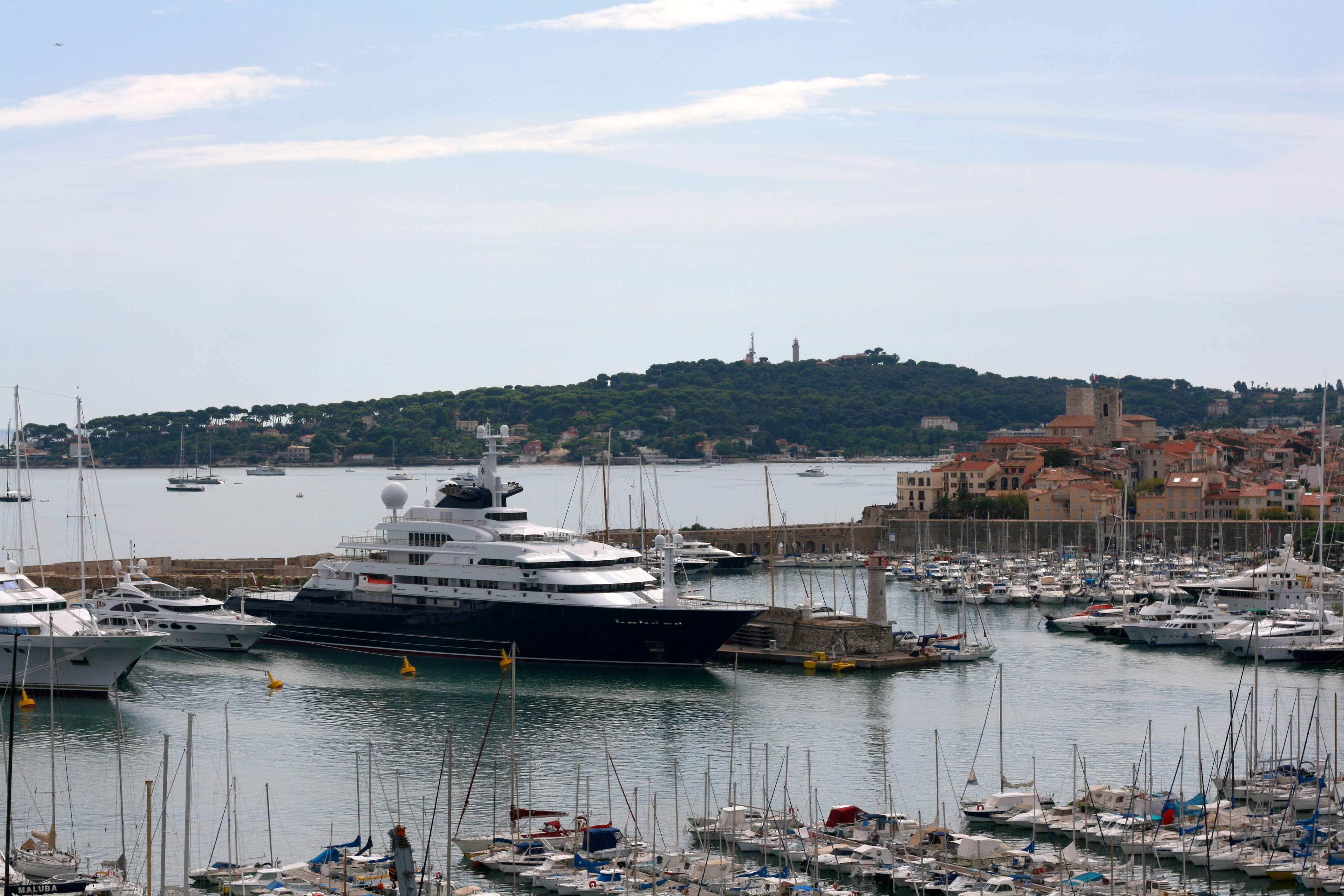

沃邦港（Port Vauban）是地中海最大的游艇码头，为昂蒂布游艇俱乐部所在地，位于法国蓝色海岸昂蒂布。
沃邦港在罗马帝国以前已经投入使用，后由路易十四的军事工程师沃邦侯爵加固。
43°35′12″N 7°7′37″E / 43.58667°N 7.12694°E